# Wild Bill (film 1995)
Wild Bill è un film western del 1995 scritto e diretto da Walter Hill, ispirandosi al libro Deadwood di Pete Dexter e al dramma Father and Sons (Padri e figli) di Thomas Babe. Il film racconta gli ultimi giorni di vita del famoso pistolero Wild Bill Hickok.

## Trama
Durante il funerale del famoso pistolero Wild Bill Hickok il suo grande amico Charley Prince inizia a raccontare la sua vita: dopo aver ucciso per errore il suo vicesceriffo ad Abilene, Wild Bill, sempre più dipendente dall'alcool, viene reclutato da Buffalo Bill per il suo spettacolo itinerante, ma le sue prestazioni sul palco sono davvero modeste. Terminata la parentesi da attore fa ritorno nel West, a Deadwood, insieme a Charley.
Poco dopo il suo arrivo, un giovane di nome Jack McCall, figlio di una donna sedotta e poi abbandonata da Wild Bill, lo insulta pubblicamente promettendogli di ucciderlo. Il giorno successivo McCall viene pubblicamente rimproverato e schiaffeggiato da Wild Bill che decide però di lasciarlo vivere. Il giovane tuttavia non desiste dai suoi propositi. Successivamente egli raggiunge Wild Bill in una fumeria d'oppio nella zona cinese della città, dove Bill è solito recarsi per lenire il dolore che prova agli occhi affetti dal glaucoma: nonostante la situazione apparentemente favorevole McCall non trova il coraggio di sparare al suo rivale che viene salvato dall'intervento dei proprietari della fumeria. McCall decide quindi di affidarsi a dei sicari: a tarda notte essi fanno irruzione nel saloon sorprendendo Bill in compagnia della sola Calamity Jane. Wild Bill viene disarmato, ma anche questa volta McCall non riesce ad ucciderlo: il gruppo dei sicari è così costretto ad andarsene a mani vuote. Recuperate delle armi, Bill insegue la banda e la raggiunge in un fienile: uccide i 5 sicari, ma decide, ancora una volta, di perdonare il giovane McCall invitandolo al Saloon. Giunti nel saloon Wild Bill riprende a giocare a carte, ma viene improvvisamente ucciso dallo stesso McCall quando aveva in mano una doppia coppia di Assi e 8: la cosiddetta mano del morto.

## Riconoscimenti
- 1995 – National Society of Film Critics Awards
  - Nomination Miglior attore a Jeff Bridges